# Нитва
Нитва (рос. Нытва від комі-перм. ныт — зелена, комі-перм. ва — вода) — місто у Пермському краї Росії, адміністративний центр Нитвенськського району.

## Географія
Розташований в пониззі річки Нитва, на берегах Нитвенського ставка і затоки Воткінського водосховища, за 50 км на захід від Пермі та за 29 км на північний захід від Краснокамська. Віддалене міський селище Усть-Нитва знаходиться на березі Ками. 

### Клімат
Переважає помірно-континентальний клімат.

## Історія
В Писцовій книзі за 1623 рік згадується село Нитва в гирлі річки Нитві, де стояло 3 двори. Перша згадка про село на місці сучасного міста відноситься до 1647 році. В переписі Солікамського і Чердинського воєводи описані мешканці п'яти дворів.
У 1756 році побудований Нитвенський мідноплавильний завод. При будівництві заводу був створений ставок на річці. До кінця 1780-х завод став залізоробним та прокатним. На Усть-Нитві була побудована пристань і судноверф, на заводі почали виготовляти якорі та молоти.
У 1913 році прокладено залізницю .
У 1928 році Нитва отримала статус робітничого селища. Статус міста з 19 червня 1942 року.

## Економіка
Містоутворююче підприємство - Нитвенський металургійний завод.
Молочний завод, м'ясокомбінат.